# Julius Weismann
Pour les articles homonymes, voir Weismann.

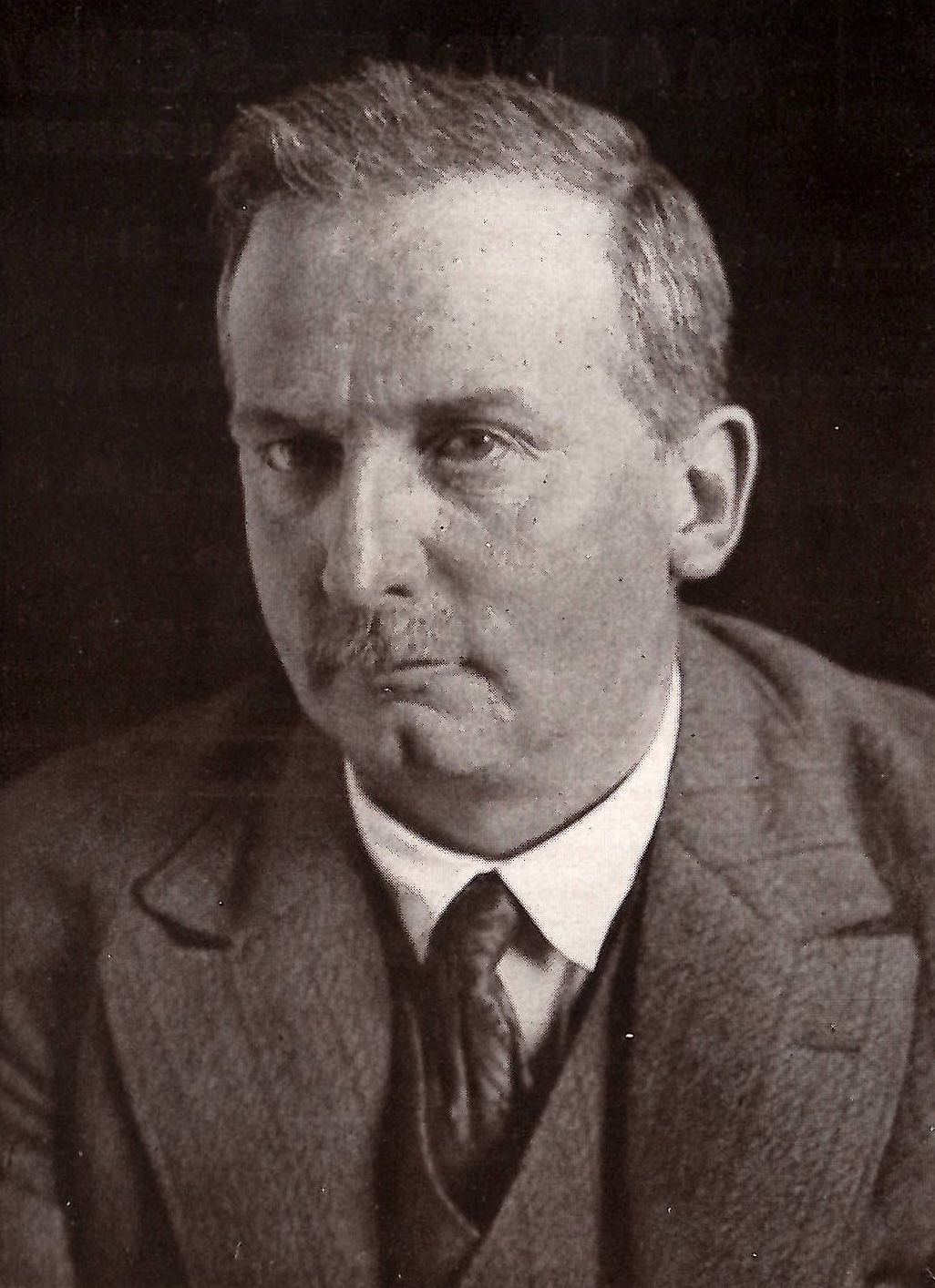

Julius Weismann est un compositeur allemand, né à Fribourg-en-Brisgau le 26 décembre 1879 et mort à Singen le 22 décembre 1950.

## Biographie
Julius Weismann est le fils du zoologue et généticien August Weismann. En 1891-1892, il prend déjà des cours de composition à Munich avec Joseph Rheinberger. Après des cours de piano à Fribourg-en-Brisgau et des études de linguistique à Lausanne, il étudie la musique chez Heinrich von Herzogenberg à Berlin en 1898-1899, et ensuite à Munich chez Ludwig Thuille pendant trois ans.
En 1902, il épouse la chanteuse Anna Hecker et s'installe à Munich comme compositeur libre. En 1906, il retourne à Fribourg-en-Brisgau et travaille comme compositeur, chef d'orchestre et pianiste. En 1930, il reçoit le prix Beethoven de l'Académie prussienne des arts. Au cours de cette année, il fonde également avec Erich Doflein (de) le Séminaire de musique fribourgeois, duquel naîtra la Haute école de musique fribourgeoise. En 1939, il est nommé bourgeois d'honneur de Fribourg-en-Brisgau et est récompensé du Prix Bach de Leipzig. La même année, il déménage à Nussdorf vers Überlingen et met un terme à sa carrière d'enseignant, mais continue à composer.
En 1954, après sa mort, un fonds d'archive Julius Weismann est constitué sous l'impulsion de Wieland Wagner.

## Œuvres
Weismann laisse derrière lui plus de 150 œuvres, dont 6 opéras, 3 symphonies, 3 concertos pour piano, 4 concertos pour violon, 11 quatuors à cordes, et quelque 200 lieder.
D'un point de vue stylistique, Weismann s'inspire des romantiques tardifs allemands (comme Schumann, Brahms), mais on retrouve également une influence de son maître Thuille, des éléments de l'impressionnisme, des rappels de Max Reger et, surtout dans ses œuvres tardives, une sollicitation du contrepoint de Johann Sebastian Bach. Malgré ces influences, l'œuvre de Weismann présente, de par la volupté de ces tonalités, souvent accompagnées d'une sécheresse laconique et d'une concision aphorique, un apport significatif et indépendant à la musique du XXe siècle.